# 14. People’s Choice Awards-gála
A 14. People’s Choice Awards-gála az 1987-es év legjobb filmes, televíziós és zenés alakításait értékelte. A díjátadót 1988. március 13-án tartották, a műsor házigazdája Carl Reiner volt. A ceremóniát a CBS televízióadó közvetítette.

## Győztesek és jelöltek
Forrás:

### Film
| Az év vígjátéka                 | Az év drámája         |
| ------------------------------- | --------------------- |
| Három férfi és egy bébi         | Végzetes vonzerő      |
| Az év férfi filmsztárja         | Az év női filmsztárja |
| Michael Douglas                 | Glenn Close           |
| Minden idők legjobb filmsztárja |                       |
| Clint Eastwood                  |                       |

### Televízió
| Az év férfi tévés sztárja              | Az év női tévés sztárja            |
| -------------------------------------- | ---------------------------------- |
| Bill Cosby                             | Cybill Shepherd                    |
| Az év visszatérő férfi tévés sztárja   | Az év visszatérő női tévés sztárja |
| Bill Cosby                             | Dolly Parton                       |
| Az év vígjátéka                        | Az év drámaműsora                  |
| The Cosby Show                         | L.A. Law                           |
| Az év új vígjátéka                     | Az év új drámaműsora               |
| - A Different World - My Two Dads      | Thirtysomething                    |
| Az év férfi előadója új tévéműsorban   | Az év női előadója új tévéműsorban |
| John Ritter                            | Dolly Parton                       |
| Az év ifjú tévés sztárja               | Az év talkshow műsorvezetője       |
| - Kirk Cameron - Keshia Knight Pulliam | Oprah Winfrey                      |
| Minden idők legjobb tévés sztárja      |                                    |
| Bill Cosby                             |                                    |

### Zene
| Minden idők legjobb dala              | Az év együttese    |
| ------------------------------------- | ------------------ |
| Connie Francis - "Somewhere, My Love" | Bon Jovi           |
| Az év férfi előadója                  | Az év női előadója |
| Kenny Rogers                          | Whitney Houston    |

## Fordítás
- Ez a szócikk részben vagy egészben  a(z)   14th People's Choice Awards című angol Wikipédia-szócikk fordításán alapul.  Az eredeti cikk szerkesztőit annak laptörténete sorolja fel. Ez a jelzés csupán a megfogalmazás eredetét és a szerzői jogokat jelzi, nem szolgál a cikkben szereplő információk forrásmegjelöléseként.